# Ernst von Hattenbach
Ernst von Hattenbach, geboren als Ernst Reinhard (* 17. Dezember 1617 in Hachborn; † 1. April 1694 in Rodenberg) war ein illegitimer Spross des landgräflichen Hauses Hessen und Hessen-Kasseler Amtmann.

## Herkunft
Sein Vater war Otto von Hessen-Kassel (24. Dezember 1594 – 7. August 1617), der älteste und früh verstorbene Sohn des Landgrafen Moritz von Hessen-Kassel. Otto, der am 24. August 1613 Katharina Ursula von Baden-Durlach geheiratet hatte, wurde im Januar 1614 von Landgraf Moritz mit der Statthalterschaft des Oberfürstentums, des „Lands an der Lahn“, in Marburg betraut. Seine Ehefrau verstarb bereits am 15. Februar 1615, und ehe Otto sich am 14. Juni 1617 in zweiter Ehe mit Agnes Magdalena von Anhalt-Dessau vermählte, führte er wohl ein etwas ausschweifendes Leben. Sichtbares Zeugnis desselben war der sechs Monate nach Ottos zweiter Hochzeit und vier Monate nach seinem Tod in Hachborn bei Marburg geborene Ernst Reinhard. Seine Mutter kam vermutlich – sei es als Familienmitglied oder als Bedienstete – aus dem sogenannten Caulischen Hof in Hachborn, damals von Conrad Reinhard aus Gießen bewohnt, und der Junge trug diesen Nachnamen.

## Leben
Seine landgräflichen Verwandten ließen den Knaben nach Kassel bringen, wo er zu Pfingsten 1629 konfirmiert und am 2. April 1636 an der von 1633 bis 1653 im späteren Renthof untergebrachten Universität Kassel immatrikuliert wurde. Ob er danach in den landgräflichen Verwaltungsdienst eintrat oder Soldat wurde, ist nicht klar.
1654 wurde er von seinem Vetter, Landgraf Wilhelm VI., zum Kammerjunker bestellt, bei gleichzeitiger Verleihung des seit Erlöschen der Herren von Hattenbach im Mannesstamm im Jahre 1626 vakanten Adelstitels; er hieß seitdem Ernst von Hattenbach (oder auch Ernst Reinhard von Hattenbach). Im Jahre 1664 ernannte ihn Landgraf Wilhelms Witwe, die für ihren minderjährigen Sohn Karl vormundschaftlich regierende Hedwig Sophie, zum Hessen-Kasseler Drost bzw. Amtmann zu Rodenberg in der Grafschaft Schaumburg, und dieses Amt hatte er bis zu seinem Tod im Jahre 1694 inne. Gleichzeitig erhielt er das Lehen von Burg und Dorf Hattenbach nebst erheblichem Zubehör an Gütern in und um Frielingen. Dieses Lehen war nach dem Aussterben des ersten Adelsgeschlechts derer von Hattenbach heimgefallen, danach ab 1626 im Besitz des Siegmund von Peterswald, landgräflich-hessischer Rat und Amtmann in Hersfeld, Friedewald und Vacha, und Landgraf Wilhelm VI. hatte es zurückgekauft. Ab 1676 besaß Ernst von Hattenbach zudem auch Lehnsgüter der in diesem Jahre ausgestorbenen Herren von Schetzel, d. h. zwei Drittel von Schloss und Dorf Merzhausen bei Ziegenhain und die Flur der benachbarten Wüstung Fischbach.
In Hattenbach ließ er bis 1672 (laut Datum über dem Portal) unter Einbeziehung der aus dem 13. Jahrhundert stammenden spätromanischen Reste der Burg ein dreigeschossiges, 1713–1715 von seinem Sohn Carl erweitertes Herrenhaus errichten, das Schloss Hattenbach.

## Ehe und Nachkommen
Ernst von Hattenbach heiratete am 27. Juli 1669 in Kassel eine Hofdame der Landgrafen-Mutter Hedwig Sophie, Anna Katharina von Hake (* 1650; † nach dem 14. April 1707), Tochter des Daniel von Hake zu Klein-Machnow und der Brigitte von der Groeben.
Aus dieser Ehe stammten die Kinder:
- Charlotte Sophie (* 26. Juni 1670; † 1737), heiratete den dänischen Geheimrat Friedrich Christian von Gram (1664–1741),
- Carl (1671–1739), wurde Hessen-Kasseler Generalleutnant und Gouverneur von Kassel und 1729 von Ziegenhain, heiratete Katharina Wilhelmina von Hoff,[8]
- Henrietta (* 1673 – mindestens 1730),
- Christian Wilhelm (* 1675), hessischer Major, gefallen 1708,
- Philipp Friedrich (* 1676), hessischer Kapitän, gefallen 1705,
- Martin Georg (* 1679), hessischer Offizier, gefallen 1705,
- Amalia Elisabeth (* 1680, † 1740),
- Ulrich Ernst (* 1681), hessischer Offizier, gefallen 1705,
- Moritz Christian (* 1686), hessischer Offizier, lebte noch 1710.

Charlotte Sophie, Carl, Henrietta, Amalia Elisabeth und Moritz Christian erhielten 1708 von Kaiser Joseph I. ihre Adelsbestätigung als „von Hattenbach“.